# Nedanice
Nedanice jsou malá vesnice, část města Měčín v okrese Klatovy v Plzeňském kraji. Nachází se asi 2,5 kilometru jihozápadně od Měčína. Prochází zde silnice II/117. Je zde evidováno 38 adres. V roce 2011 zde trvale žilo 63 obyvatel.
Nedanice jsou také název katastrálního území o rozloze 4,24 km².

## Historie
První písemná zmínka o vesnici pochází z roku 1368.

## Obyvatelstvo
| Rok            | 1869 | 1880 | 1890 | 1900 | 1910 | 1921 | 1930 | 1950 | 1961 | 1970 | 1980 | 1991 | 2001 | 2011 | 2021 |
| -------------- | ---- | ---- | ---- | ---- | ---- | ---- | ---- | ---- | ---- | ---- | ---- | ---- | ---- | ---- | ---- |
| Počet obyvatel | 253  | 294  | 238  | 223  | 226  | 223  | 203  | 143  | 132  | 126  | 97   | 73   | 69   | 63   | 61   |
| Počet domů     | 34   | 35   | 37   | 33   | 33   | 34   | 40   | 40   | 50   | 32   | 30   | 32   | 32   | 33   | 34   |

## Obecní správa
Při sčítání lidu v letech 1850–1963 Nedanice byly samostatnou obcí v okrese Přeštice. Od roku 1964 jsou částí města Měčín v okrese Klatovy.

## Pamětihodnosti
- Zemědělský dvůr čp. 17

## Galerie

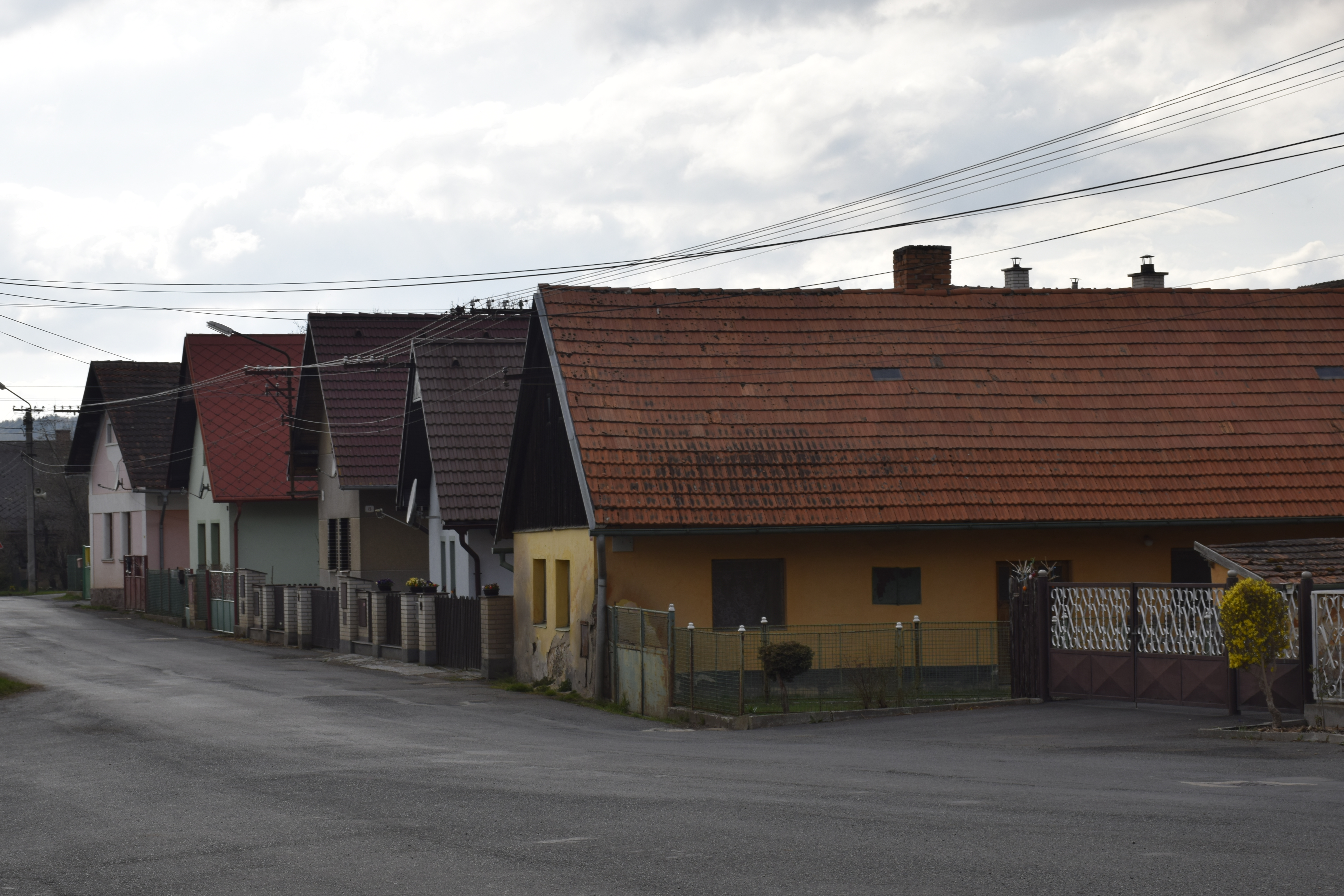
Domy u silnice
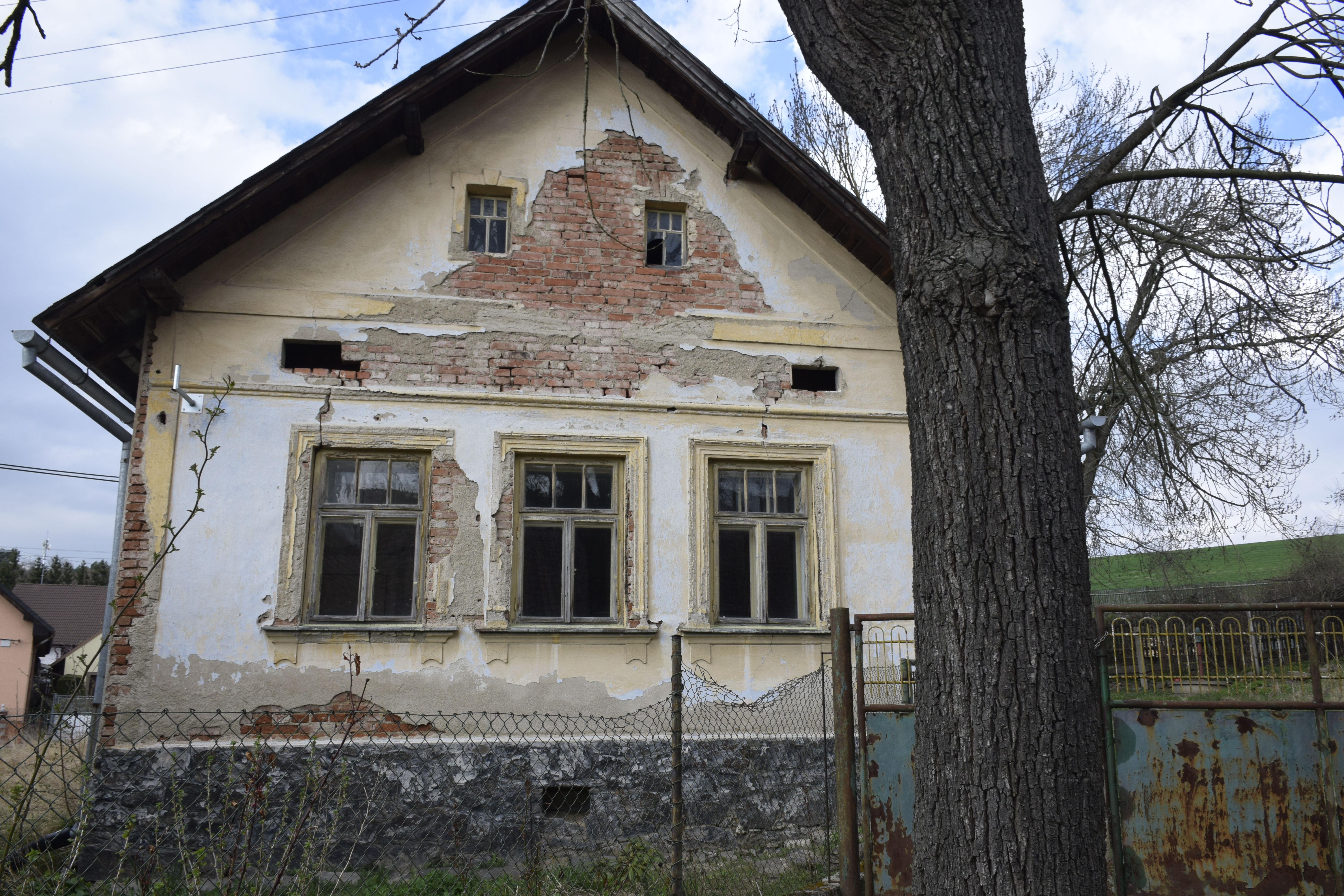
Stavení
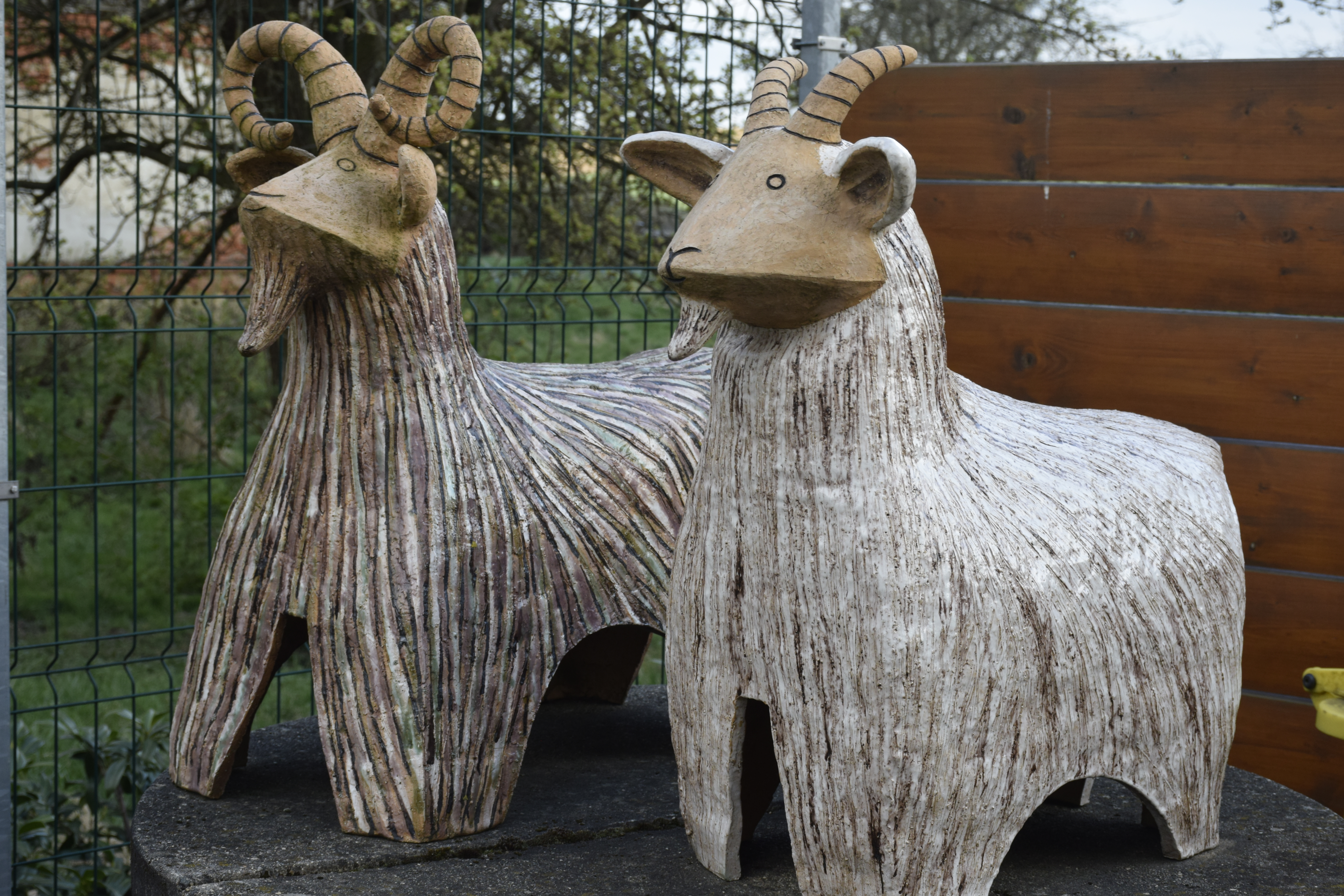
Místní keramická tvorba